# Міхкель Аксалу
Міхкель Аксалу (ест. Mihkel Aksalu, нар. 7 листопада 1984, Курессааре) — естонський футболіст, воротар клубу «СІК».
Виступав, зокрема, за клуби «Флора» та «Шеффілд Юнайтед», а також національну збірну Естонії.

## Клубна кар'єра
У дорослому футболі дебютував 2000 року виступами за команду клубу «Курессааре», в якій того року взяв участь в одному матчі чемпіонату.
Згодом з 2000 по 2004 рік грав у складі команд клубів «Сирве», «ХЮЙК Еммасте», «Флора» та «Тервіс».
Своєю грою за останню команду знову привернув увагу представників тренерського штабу клубу «Флора», до складу якого повернувся 2005 року. Цього разу відіграв за талліннський клуб наступні чотири сезони своєї ігрової кар'єри. Більшість часу, проведеного у складі таллінської «Флори», був основним голкіпером команди.
У 2009 році уклав контракт з клубом «Шеффілд Юнайтед», у складі якого провів наступні три роки своєї кар'єри гравця.
Протягом 2010—2012 років захищав кольори клубів «Менсфілд Таун» та «Флора».
До складу клубу «СІК» приєднався 2013 року. Станом на 5 листопада 2019 року відіграв за команду з Сейняйокі 184 матчі в національному чемпіонаті.

## Виступи за збірну
У 2007 році дебютував в офіційних матчах у складі національної збірної Естонії.

## Титули і досягнення
- Володар Кубка Естонії (3):

Флора: 2007-08, 2008-09
Пайде: 2021-22
- Володар Суперкубка Естонії (2):

Флора: 2009
Пайде: 2023
- Чемпіон Фінляндії (1):

СЯК: 2015
- Володар Кубка Фінляндії (1):

СЯК: 2016
- Володар Кубка фінської ліги (1):

СЯК: 2014